# Гешке, Симон
Симон Гешке (нем. Simon Geschke, род. 13 марта 1986 в Восточном Берлине, ГДР) — немецкий профессиональный трековый и шоссейный велогонщик, выступающий с 2019 года за команду «CCC Team». Симон — сын знаменитого в прошлом трекового велогонщика Юргена Гешке.

## Выступления
2008
- 6-й — Гран-при Португалии
- 8-й — Ronde de l'Isard

2009
- 9-й — Тур Баварии
- 10-й — Eschborn-Frankfurt City Loop

2010
- 3-й — Тур Сеула
- 4-й — Тур Баварии
- 4-й — Вольта Лимбург Классик
- 6-й — Circuit de Lorraine
- 10-й — Eschborn-Frankfurt City Loop

2011
- 1-й на этапе 2 Critérium International
- 4-й — Вольта Лимбург Классик
- 8-й — Eschborn-Frankfurt City Loop
- 10-й — Брабантсе Пейл

2012
- 2-й — Вольта Лимбург Классик

2013
- 5-й — Тур Баварии
- 5-й — Брабантсе Пейл
- 8-й — Roma Maxima
- 9-й — Гран-при Квебека

2014
- 1-й — Гран-при кантона Аргау
- 4-й — Брабантсе Пейл
- 6-й — Амстел Голд Рейс
- 9-й — Roma Maxima
- 10-й — Страде Бьянке

2015
- 1-й на этапе 17 — Тур де Франс
- 1-й — 99er Cycle Tour
- 1-й в молодёжной квалификации — Вуэльта Андалусии

## Статистика выступлений наГранд Турах
| Гранд Тур | 2009 | 2010 | 2011 | 2012 | 2013 | 2014 | 2015 | 2016 | 2017 | 2018 |
| --------- | ---- | ---- | ---- | ---- | ---- | ---- | ---- | ---- | ---- | ---- |
| Джиро     | —    | —    | —    | —    | —    | 69   | 89   | —    | 54   | —    |
| Тур       | 113  | —    | —    | —    | 75   | —    | 38   | 66   | 64   | 25   |
| Вуэльта   | —    | —    | 115  | 71   | —    | —    | —    | —    | —    | НФ   |

| —   | Не участвовал  |
| DNF | Не финишировал |